# Општина Тормак (Тимиш)
Тормак (рум. Tormac) општина је у Румунији у округу Тимиш.
Oпштина се налази на надморској висини од 132 m.